# Alien vs. Predator (Film)
Alien vs. Predator (auch bekannt als AVP) ist ein Science-Fiction-Film von Paul W. S. Anderson aus dem Jahr 2004. In die amerikanischen Kinos kam er am 13. August, in die deutschen am 4. November 2004.
Der Film stellt ein Crossover zwischen den Alien- und Predator-Filmen dar. 2007 kam mit Aliens vs. Predator 2 eine Fortsetzung in die Kinos.

## Handlung
Ein Satellit des Weyland-Konzerns entdeckt auf der Bouvetinsel (Bouvetøya) nahe der Antarktis ein Wärmefeld, das auf eine sehr alte Pyramide 600 Meter unter dem Eis hinweist. Der todkranke Firmengründer Charles Bishop Weyland stellt ein Forschungsteam aus führenden Experten zusammen, um eine Expedition zu der Pyramide zu starten.
Bei der Ankunft will man den Weg zum Artefakt freibohren, findet aber bereits einen schräg in die Tiefe führenden Tunnel vor, der auf den Satellitenbildern von 24 Stunden zuvor noch nicht zu sehen war. Die Experten kommen zu dem Schluss, dass ein solcher Bohrvorgang nicht mit menschlicher Technologie zu bewerkstelligen wäre. Ein Erkundungsteam wird durch den Tunnel zur Pyramide abgeseilt. Durch dessen Ankunft wird ein Automatismus ausgelöst, der in der untersten Ebene eine angekettete Alienkönigin mit Elektroschocks aufweckt, die kurz darauf beginnt, Eier zu legen. Etwa zur selben Zeit wird das Basislager von drei Predatoren überfallen, welche die Wachmannschaft töten.
In der Zwischenzeit hat das Team in der Pyramide einen als „Opferkammer“ ausgewiesenen Raum passiert. Eine Gruppe bleibt dort, eine weitere steigt weiter hinab in einen tiefer liegenden Raum, in dem sie einen Sarkophag vorfindet. In diesem finden sich drei Artefakte, Schulterkanonen der Predatoren, wie sich später herausstellt. Man beschließt, wieder zur Oberfläche zurückzukehren, und nimmt die Artefakte kurzerhand mit. Die Entnahme der Artefakte löst allerdings einen weiteren Automatismus aus, der bewirkt, dass sich alle zehn Minuten die Wände in der Pyramide verschieben.
In der Opferkammer schließen sich die Ausgänge, und Eier der Alienkönigin fahren in die Kammer hinauf. Aus ihnen schlüpfen achtbeinige Kreaturen („Facehugger“), die den Mitgliedern des Forschungsteams ins Gesicht springen und sich dort festklammern. Der Rest des Trupps wird beim Rückweg von den Predatoren überfallen, wobei zwei Sicherheitsleute umkommen. Durch eine weitere Verschiebung der Wände können sie zwar entkommen, werden jedoch in weitere kleine Gruppen aufgeteilt. Fast alle werden von den Alienmonstern verschleppt, die inzwischen geschlüpft und ausgewachsen sind.
Die einzigen Überlebenden sind die Polarexpeditionsexpertin und Anführerin der übrig gebliebenen Gruppe, Alexa Woods, der Archäologe Sebastian De Rosa, der Anführer der Wachmannschaft, Maxwell Stafford, sowie Charles Weyland. Diese Gruppe wird von zwei Predatoren überrascht, und Stafford überlebt diese Begegnung nicht. Nur das Auftauchen eines weiteren Aliens verhindert, dass alle getötet werden. Das Alien spießt einen Predator mit seinem Schwanz auf und tötet nach einem heftigen Kampf auch den zweiten.
Auf der Flucht werden sie vom verbliebenen Predator eingeholt. Weyland opfert sich, um den anderen die Flucht zu ermöglichen. Alexa und Sebastian können fliehen, wobei ihnen eine weitere Verschiebung der Pyramide zugutekommt. Zu ihrem Glück haben sie nun eine massive Wand zwischen sich und dem Predator. Durch eine kleine Öffnung können sie beobachten, wie er einen Facehugger und ein sich anschleichendes Alienwesen tötet. Anschließend ätzt er sich mit dem Säureblut der Aliens ein Zeichen auf seinen Helm und auf seine Stirn. In dem Moment, als er von einem weiteren Facehugger angesprungen wird, schiebt sich wieder eine Wand vor die Szene.
In der Kammer finden die beiden Überlebenden anhand von Hieroglyphen die Bedeutung der Pyramide heraus. Offensichtlich stellt sie ein Trainingsareal für junge Predatoren dar, die sich im Kampf mit den Aliens messen mussten. Die Predatoren kamen vor Tausenden von Jahren auf die Erde, wurden von den damals lebenden Menschen für Götter gehalten und zeigten ihnen die Technik zum Bau von Pyramiden. Seit damals kehrten sie alle 100 Jahre zur Erde zurück und veranstalteten in den Pyramiden ihren Kampf. Die Erdbewohner mussten dazu Menschenopfer darbringen, welche zum Ausbrüten der Aliens benutzt wurden. Falls die Predatoren den Kampf verloren, löste dies einen Selbstzerstörungsmechanismus aus, welcher alles Leben in und um die Pyramide komplett auslöschte. So wird das plötzliche Verschwinden der damaligen Hochkulturen erklärt.
Alexa und Sebastian beschließen, dem alten Sprichwort „Der Feind meines Feindes ist mein Freund“ zu folgen und dem verbleibenden Predator seine Schulterwaffe zurückzugeben. Auf der Suche begegnen sie allerdings einem Alien, welches Sebastian davonschleppt. Alexa dagegen kann sich retten und trifft schließlich auf den Predator. Als sie ihm seine Waffe übergeben will, greift plötzlich ein Alien an. Der Predator droht zu unterliegen, doch Alexa kann das Alien mit der Speerwaffe des Predators töten. Fortan begleitet Alexa den Predator, der ihr aus der Kopfplatte des Aliens einen säureresistenten Schild und aus dem Schwanzende einen Speer herstellt. Die Schulterkanone setzt er kurz darauf sehr effektiv gegen eine kleinere Horde Aliens ein, bis diese von ihrer Königin gerufen werden und sich zurückziehen, um sie von ihren Fesseln zu befreien. Dies gelingt, und die gewaltige Kreatur beginnt ihre Flucht an die Oberfläche.
Alexa und der Predator finden das Nest der Aliens und dort den verschleppten Sebastian, in dessen Körper schon ein Alien heranwächst, das sich in Kürze durch seinen Brustkorb bohren wird. Nach Drängen von Sebastian erschießt Alexa ihn schließlich. Der Predator lässt eine Bombe zurück, und sie setzen ihre Flucht fort. Am Schachtausgang nach oben werden sie nochmals von Aliens attackiert, wobei der Predator seine Schulterkanone verliert. Die Bombe explodiert, und durch die Notfunktion des Aufzugsystems werden sie an die Oberfläche geschleudert, kurz bevor die Hitzewelle sie erreicht. Die gewaltige Explosion in der Pyramide verbrennt alle Aliens und deren Eier, und die Eiskaverne stürzt ein. Alexa und der Predator schaffen es jedoch bis an den sicheren Rand, wo der Predator nun seine Maske abnimmt und Alexa mit Alienblut das gleiche Zeichen in die Wange ätzt, mit dem er bereits sich selbst markiert hat.
Plötzlich taucht jedoch die Alienkönigin wieder auf und attackiert die beiden. Nach einem intensiv geführten Kampf schaffen sie es, die Königin an einen großen Tank zu ketten und diesen ins Eismeer zu stürzen, so dass er die Königin mit sich reißt. Kurz bevor sie ins Meer stürzt, kann die Königin den Predator noch mit ihrem Schwanz aufspießen. Als Alexa erschüttert neben ihrem sterbenden Kampfgefährten kniet, enttarnen sich hinter ihr einige Predatoren nebst einem gigantischen Raumschiff. Diese hatten anscheinend den ganzen Kampf überwacht. Der Leichnam wird von ihnen mitgenommen, und ein älterer Predator, der Alexa aufgrund ihrer Wangennarben als würdig anerkennt, in den Rang einer Jägerin erhoben zu werden, übergibt ihr seine Speerwaffe.
In der Endsequenz sieht man im Raumschiff den aufgebahrten Predator, aus dessen Brustkorb plötzlich etwas hervorbricht. In der Nahaufnahme ist ein Alien-Predator-Hybrid erkennbar.

## Hintergrund
- 14 Jahre hat es gedauert, bis es zu diesem Crossover in einem Film kommen konnte, nachdem Danny Glover in Predator 2 einen Alien-Schädel im Raumschiff des Predators zu Gesicht bekommen hatte.[3] (Laut Regisseur Paul W. S. Anderson das einzige, was ihm an dem Film gefallen hat.) Der erste Comic Alien vs. Predator erschien bereits Ende der 1980er Jahre.[4]
- Im Gegensatz zu den Alien-Filmen spielt AVP nicht in der Zukunft, sondern im Jahre 2004. Dieser Film bedeutet auch die Rückkehr des Schauspielers Lance Henriksen und seines Charakters Bishop. Henriksen spielt Charles Bishop Weyland, den Begründer einer globalen Firma, die ihre Hände in allen Angelegenheiten zu haben scheint (und deren Nachfolger-Gesellschaft, die Weyland-Yutani-Corporation, welche 120 Jahre später Ellen Ripley ins Verderben schicken wird). Es soll angedeutet werden, dass Bishop aus der Alien-Serie ihm nachempfunden wurde, wie die Kommentare des Regisseurs auf der DVD bezeugen. In einer Szene sitzt Weyland etwa in seinem Büro und spielt mit einem Kugelschreiber auf die gleiche Weise, wie der Androide Bishop dies in Aliens mit einem Messer tut.
- In Alien 3 taucht Bishops Schöpfer ebenfalls auf. Es handelt sich hierbei um Michael Bishop, einen Designer der Weyland-Yutani-Corporation. Zunächst ist jedoch nicht klar, ob es sich um einen weiteren Androiden oder einen Menschen handelt. In der 2004 erschienenen Special Edition von Alien 3 wird gezeigt, wie er einen starken Schlag gegen den Kopf bekommt. Aber obwohl sein Ohr herunterhängt und er blutet, bleibt er bei Bewusstsein. Im Abspann wird der Darsteller „Bishop II“ genannt, was eher auf eine Kopie derselben Androidenserie hinwies. Dagegen spricht, dass das Blut der Androiden in den vorherigen Filmen weiß war und hier plötzlich rot ist. In Alan Dean Fosters Roman jedoch ist klar ersichtlich, dass dieser Bishop ein Mensch ist.
- Sigourney Weaver (Hauptdarstellerin in Alien 1–4) lehnte eine Rolle in diesem Film ab, da sie das Drehbuch und die Idee schrecklich fand. Sie schloss aber ein mögliches Alien 5 nicht aus, in dem Ripley zum Heimatplaneten der Aliens reisen soll, um die Kreaturen ein für alle Mal zu erledigen.[5] Auch Arnold Schwarzenegger sollte am Ende des Filmes kurz auftreten. Dies machte er jedoch davon abhängig, ob er die Wahl zum Gouverneur von Kalifornien gewinnen würde – was er bekanntlich tat. Allerdings kritisierte Schwarzenegger alle Predator-Fortsetzungen und nannte die Gier der Filmstudios mit Fortsetzungen schnelles Geld zu verdienen als Grund.[6]
- Der Film wurde kurz vor seinem Start auf Drängen des Studios drastisch entschärft. Fast alle ekligen und gewalttätigen Szenen wurden zu Gunsten einer niedrigeren Altersfreigabe geschnitten. Dies macht sich besonders zum Ende des Filmes hin stark bemerkbar. Fast acht Minuten sind der Schere zum Opfer gefallen. Das Herausschneiden expliziter Gewaltdarstellung wurde jedoch vom Studio und Regisseur abgestritten. Trotzdem existiert eine englische „Unrated-Version“ des Filmes, in dem beispielsweise zusätzliche rechnergenerierte Blut-Effekte wieder hinzugefügt wurden.[7]
- In den USA bekam die angepasste Fassung die Freigabe PG-13. Diese Entscheidung hatte unter Fans zu wütenden Protesten geführt. Regisseur Paul W. S. Anderson versprach, mit der DVD-Veröffentlichung die Originalversion herauszubringen. In den USA ist eine 7 Minuten längere Version auf DVD erschienen. Sie hat eine Lauflänge von 108 Minuten. Für den 4. September 2006 war eine deutsche DVD angekündigt worden, die eine Lauflänge von 104 Minuten aufweist. Berücksichtigt man den Transfer von NTSC zu PAL, bedeutet dies, dass es die amerikanische ungeschnittene Version des Filmes ist.

## Ausstrahlung in Deutschland
Die Free-TV-Premiere erfolgte am 6. April 2007 auf RTL. In der werberelevanten Zielgruppe verfolgten 2,11 Millionen Zuschauer bei einem Marktanteil von 23,4 Prozent den Film.
In Deutschland ist neben der Kinofassung einige Zeit später auch die längere „Erweiterte Fassung“ auf DVD veröffentlicht worden.

## Kritiken
„Eine allenfalls zu Beginn dank der Ausstattung reizvolle Science-Fiction-Saga um zwei ‚prominente‘ Filmmonster. Die schlecht choreografierten, wenig spektakulären Actionszenen sowie die blassen Darsteller ersticken jede Spannung im Keim.“

„Rasante Horror-Schlacht der Alien-Ikonen, der es aber an überzeugenden Charakteren mangelt.“

„Deftiges Horror-Gipfeltreffen der legendären Sci-Fi-Monster“

## Auszeichnungen
- 2005 gewann Harald Kloser einen BMI Film Music Award.
- 2005 wurde der Film als schlechtestes Remake für eine Goldene Himbeere nominiert.

## Roman und Comic zum Film
- Alien vs. Predator – Der offizielle Roman zum Film von Marc Cerasini, Panini Verlag, 2004, ISBN 3-8332-1145-8
- Aliens vs. Predator: Jagdfieber (Comic) von Roger Robinson, James Pascoe, Mike Kennedy, Panini Verlag, 2005, ISBN 3-8332-1269-1

## Soundtrack zum Film
Der gleichnamige Soundtrack zum Film erschien am 2. November 2004. Komponist war Harald Kloser. Ursprünglich sollte die Musik von Alan Silvestri komponiert werden, von dem die Musik für Predator und Predator 2 stammte. Dieser lehnte dennoch ab.

## Trivia
- Das Ende des Films ist im Prinzip identisch mit dem von Predator 2: Auch hier erscheinen nach Ende des Endkampfes die älteren Predatoren, nehmen den Leichnam des Gefallenen mit und überreichen der Hauptfigur, welche sich in ihren Augen als würdiger Jagdgefährte erwiesen hat, zeremoniell eine Waffe.
- Ein weiterer Aspekt des Ehrenkodexes der Predatoren zeigt sich darin, dass sie (wie schon in den vorigen Predator-Filmen) keine Unbewaffneten oder andere Personen töten, die sie nicht als Bedrohung bzw. als Herausforderung ansehen. So verschont der Predator Weyland zunächst, nachdem er mit seiner Röntgensicht dessen Krebs-Metastasen in seinem Körper erkennt. Erst als Weyland ihn daraufhin erneut angreift, wird er vom Predator getötet.
- Eine ähnliche Szene gab es bereits in Predator 2: hier verschonte der Predator eine schwangere Polizistin, nachdem er durch die Röntgensicht das ungeborene Kind in ihrem Bauch bemerkte.
- Die Jäger- und Survival-Charakteristika des Predators werden hier noch deutlicher gezeigt, als in den Vorgängern. So schließt er sich z. B. mit Alexa zur gemeinsamen Jagd zusammen, stellt mehr Fallen und benutzt den ausgeweideten Kopf eines Aliens behelfsmäßig als Schild.
- Die Idee der unterirdischen Pyramide als Kultstätte der Predatoren wird im Computerspiel Aliens vs. Predator von 2010 wieder aufgegriffen.
- Die Idee des „Predalien“, also ein Hybrid aus Alien und Predator, welches ganz am Ende des Films aus der Brust des toten Predators hervorbricht und in der Fortsetzung der Hauptgegner ist, wurde bereits in den Comics sowie in der gleichnamigen Computerspielreihe umgesetzt.